# Љупко Петровић
Љубомир Петровић Љупко (Великa Брусницa, 15. маја 1947) јесте бивши југословенски фудбалер и данас фудбалски тренер. Са Црвеном звездом је освојио Куп европских шампиона.

## Каријера

### Играчка каријера
Фудбалом је почео да се бави у НК Дарда, а наставио у НК Осијек за који је играо пуних 12 година, од 1967. до 1979. године и за овај клуб постигао чак 149 голова. Затим је наступао у САД од 1979. до 1982. године играјући мали фудбал најпре у дресу Бафало Стелионса до 1981. године, где је на 70 мечева постигао чак 79 голова, а затим за Канзас сити Кометс од 1981. до 1982. године, када је у 25 утакмица 15 пута погађао мрежу. Кратко је играо и за Финикс Инферно (15 мечева, осам голова) током 1982. године.

### Тренерска
Као тренер најпре је предводио омладински тим Осијека од 1982. до 1984. године, Металац из Осијека, био је помоћни тренер у Еспањолу 1984, па је предводио први тим Осијека од 1984. до 1987. године. Након тога је преузео репрезентацију Југославије до 18 година 1987. и селекцију до 21 године 1988. године, када је увео и суботички Спартак у елитни ранг такмичења. У сезони 1988/89. са новосадском Војводином стигао је до шампионске титуле, друге у клупској историји и за сада последње коју је овај клуб освојио. Кратко је водио и Рад 1990. године, када је афирмисао и младог Владимира Југовића на чијем је повратку у Звезду инсистирао по преузимању кормила.
Након тога се прославио на клупи Црвене звезде и постао једини тренер са ових простора који је био клупски шампион Европе. После тог великог успеха преузео је шпански Еспањол 1991. године, а касније је водио уругвајски Пењарол 1992, ПАОК из Солуна 1992/93, Олимпијакос 1993. године, да би након другог успешног боравка у Звезди после дупле круне преузео аустријски ГАК из Граца током сезоне 1995/96, коју је започео у Звезди, да би Пижон одвео црвено-беле до трофеја у Купу где је до његовог доласка Љупко прошао неколико кола, па се у многим изворима наводи да је и Љупко учествовао у освајању овог трофеја.
Други пут је преузео Војводину 1996. године и водио је до 1997, да би након тога стигао и до Ал Ахлија из Дубаија (1998/99), затим преузео екипу Шангај Шенхуа (1999/2000 из Кине, а први трофеј после Звезде освојио је у Бугарској, где је у сезони 2000/01. одвео Левски из Софије до шампионске титуле, да би се поново вратио у Кину, где је од 2002. до 2003. године био тренер Пекинга са којим 2003. осваја кинески ФА куп.
Након тога се враћа у Бугарску и са Литексом осваја Куп 2004. године, а после кратке епизоде у Звезди поново ће сести на клупу Литекса који предводи од 2005. до 2007. године. Био је стратег и у ОФК Београду 2008, а након тога је постао први Србин на клупи неког тима из Хрватске после рата, када је 2008. промовисан у тренера Сесвета. Ту се такође кратко задржао, да би и Војводину преузео трећи пут (2008/09), што је поред Звезде једини клуб који је водио у три наврата. После паузе је у сезони 2010/11. био на клупи загребачке Локомотиве, да би од 2011. до 2013. године био тренер казахстанског Тараза. Током 2015. године преузео је АПР из Руанде, а затим још једном сео на клупу Литекса.

## Приватно
Има звање магистра физичке културе и ради као предавач на Универзитету у Новом Саду. Ожењен је Снежаном са којом има сина Срђана и кћерку Светлану. Има троје унучади, Николу, Анастасију и Виктора.

## Успеси
- 1991. године освајач Купа Шампиона са ФК Црвена звезда
- 1991. Шампион Југославије са Црвеном звездом
- 1987. године освајач Светског шампионата У-18 у Чилеу са националном репрезентацијом Југославије
- Друго место на Европском шампионату У-21 са националном репрезентацијом Југославије
- 1988-1989 ФК Војводина Првак Југославије
- 1994-1995 ФК Црвена звезда шампион СР Југославије
- 1994 1995 Освајач купа СР Југославије са ФК Црвена звезда
- 1999-2000, друго место у Првој лиги Кине са ФК Шенхуа, Шангај, 1999-2000
- 2000-2001, друго место у Првој лиги Кине и освајање Националног купа Кине. Проглашен за тренера године у Кини са ФК Пекинг Гуан, Пекинг, Кина
- 2001 Национални првак Бугарске са ФК Левски, Софија
- 2003-2004, Освајач националног Купа Бугарске са ФК Литекс, Ловеч, Бугарска
- 2005-2006 Осмина финала купа УЕФА; са ФК Литекс, Ловеч, Бугарска
- 2006-2007 Финалиста купа Бугарске са ФК Литекс, Ловеч, Бугарска
- 2008-2009 УЕФА Куп квалификације, ФК Војводина, Нови Сад
- 2012-2013 ФК Тараз 4 место у Суперлиги Казахстана
- 2013. Тренер године у Казахстану